# Konfitura
Konfitura – produkt spożywczy uzyskiwany poprzez gotowanie owoców lub części owoców w syropie cukrowym lub zagęszczonym soku z winogron.

## Przygotowywanie
Do przygotowania konfitur selekcjonuje się najlepszej jakości owoce. Nie nadają się owoce uszkodzone, niedojrzałe lub niewybarwione. Ponadto owoce używane do sporządzenia konfitur muszą być bardzo słodkie (zawierać ponad 60% cukru).
W konfiturach nie używa się środków konserwujących, wystarczającym konserwantem jest cukier. Przeciętnie na 1 kg owoców stosuje się nawet 2 kg cukru. Syrop cukrowy przyrządza się poprzez rozpuszczenie w wodzie dużej ilości cukru, a następnie odparowywanie wody aż do uzyskania gęstego syropu. Podobnie odparowuje się soki wyciśnięte z winogron.
Najszybsza metoda polega na gotowaniu syropu w szerokich, płaskich garnkach. W trakcie gotowania należy usuwać pojawiającą się pianę (szumowinę). Syrop powinien mieć taką konsystencję, by tworzył nitki w czasie powolnego przelewania. Do gotowego syropu dodaje się powoli wyselekcjonowane, umyte i koniecznie osuszone owoce. Jednorazowo dodaje się tyle, żeby ustało wrzenie, ale tak, by temperatura syropu nie spadła zbytnio. Konfiturę mieszamy co pewien czas poprzez poruszanie kolistymi ruchami naczyniem. Jeśli zbiera się piana, należy ją bardzo delikatnie usunąć. Owoce nie powinny być uszkodzone, dlatego do mieszania nie używamy narzędzi, a zbieranie szumowin przeprowadzamy bardzo ostrożnie. Konfitura jest gotowa, gdy owoce zajmują całą objętość syropu i nie wypływają. W niektórych przepisach można znaleźć zalecenie, by gotowanie konfitur przerywać na parę godzin, a następnie ponownie podgrzewać przez kilka do kilkunastu minut.
Konfitury przechowuje się w małych słoikach wypełnionych gorącymi konfiturami po same brzegi. Nakrętki i brzegi słoików warto zabezpieczyć poprzez posmarowanie koniakiem.
Konfitury bywają używane w celach domowego wzmacniania odporności oraz uzupełnianie niedoborów witaminowych, szczególnie w sezonie jesienno-zimowym. Domowe przetwory z malin, jeżyn (ostrężyn), borówek,  porzeczek, aronii mogą wspierać odporność czy pomagać przy dolegliwościach żołądkowych.